# Pourquoi tu souris ?
Pour plus de détails, voir Fiche technique et Distribution.
Pourquoi tu souris ? est une comédie française réalisée par Chad Chenouga et Christine Paillard et sorti en 2024.

## Synopsis
Wisi est en galère. Il débarque à Bordeaux dans l'espoir de trouver un boulot et croise la route de Marina, une humanitaire au grand cœur. Pour se faire héberger chez elle, il prétend être un sans-papier et prend un accent africain prononcé pour lui parler. Un soir, il rencontre Jérôme, lui-même à la rue après le décès de sa mère.

## Fiche technique
Sauf indication contraire, les informations mentionnées dans cette section peuvent être confirmées par les bases de données cinématographiques IMDb et Allociné,  présentes dans la section « Liens externes ».
- Titre original : Pourquoi tu souris ?
- Réalisation : Chad Chenouga et Christine Paillard
- Scénario : Chad Chenouga et Christine Paillard
- Musique : Arthur Simonini
- Décors : Anne-Sophie Delseries
- Costumes : Clara René
- Photographie : Jacques Girault
- Montage : Héloïse Pelloquet et Catherine Schwartz
- Production : Miléna Poylo et  Gilles Sacuto
- Sociétés de production : TS Productions
- Société de distribution : Ad Vitam
- Pays de production :  France
- Langue originale : français
- Format : couleur
- Genre : comédie
- Durée : 95 minutes
- Dates de sortie :
  - France : 3 juin 2024 (première à Angers)[2] ; 3 juillet 2024 (sortie nationale)

## Distribution
- Jean-Pascal Zadi : Wisi
- Raphaël Quenard : Jérôme
- Emmanuelle Devos : Marina
- Judith Magre : Rita Dupont-Valois
- Camille Rutherford : Émilie
- Anne-Lise Heimburger : Chloé
- Vincent Deniard : Christophe
- Stéphane Pezerat : Henri Dupont-Valois, le neveu de Rita
- Luc Schwarz : Jean-Luc
- Hubert Myon : le pharmacien
- Chad Chenouga : le metteur en scène à l'opéra

## Production
Lors de l'annonce du tournage en janvier 2023, ce sont les acteurs Vincent Macaigne et Noémie Lvovsky qui avaient d'abord été annoncés dans les rôles de Jérôme et Marina respectivement, Emmanuelle Devos fut castée seulement 10 jours avant le début du tournage.